# Konsulat Generalny Rzeczypospolitej Polskiej w Brześciu
Konsulat Generalny Rzeczypospolitej Polskiej w Brześciu (biał. Генеральнае консульства Рэспублікі Польшча ў Брэсце, ros. Генеральное Консульство Республики Польша в Бресте) – polska misja konsularna w Brześciu w Republice Białorusi.
W linii prostej budynek konsulatu leży niecałe 4 km od granicy, co czyni go placówką konsularną lub dyplomatyczną najbliżej położoną polskiej granicy.

## Struktura placówki
- Wydział Ruchu Osobowego
- Referat ds. Prawnych i Opieki Konsularnej
- Wydział Współpracy z Polakami na Białorusi
- Referat ds. Administracyjno-Finansowych

## Konsulowie generalni
- 1993–1996 – Jerzy Rychlik
- 1996–2001 – Tomasz Klimański
- 2001–2006 – Romuald Kunat
- 2006–2010 – Jarosław Książek
- 2010–2015 – Anna Nowakowska
- 2016–2022 – Piotr Kozakiewicz
- 2022–2023 – Agnieszka Marczak (p.o.)
- październik 2023 – maj 2025 – Emilia Jasiuk (p.o.)[8]
- od maja 2025 – Włodzimierz Sulgostowski(inne języki)[9]